# NGC 5296
NGC 5296 este o galaxie lenticulară situată în constelația Câinii de Vânătoare. A fost descoperită în 3 mai 1850 de către William Parsons, 3rd Earl of Rosse⁠(d).